# Bộ Chính trị Ban Chấp hành Trung ương Đảng Cộng sản Nga khóa VII (1918–1919)
Bộ Chính trị Ban Chấp hành Trung ương Đảng Cộng sản Nga khóa VII (1918–1919) được bầu tại Hội nghị Trung ương lần thứ nhất của Ban chấp hành Trung ương Đảng Cộng sản Nga (Bolsheviks) khóa VII được tổ chức ngày 8/3/1918.

## Cục chính trị
| Tên (sinh – mất)               | Bắt đầu   | Kết thúc  | Thời gian      |
| ------------------------------ | --------- | --------- | -------------- |
| Vladimir Lenin (1870–1924)     | 8/3/1918  | 25/3/1919 | 1 năm, 17 ngày |
| Grigori Sokolnikov (1888–1939) | 8/3/1918  | 29/7/1918 | 143 ngày       |
| Grigori Sokolnikov (1888–1939) | 11/3/1918 | 25/3/1919 | 14 ngày        |
| Joseph Stalin (1878–1953)      | 8/3/1918  | 25/3/1919 | 1 năm, 17 ngày |
| Yelena Stasova (1873–1966)     | 11/3/1919 | 25/3/1919 | 14 ngày        |
| Yakov Sverdlov (1885–1919      | 8/3/1918  | 16/3/1919 | 1 năm, 28 ngày |
| Leon Trotsky (1879–1940)       | 8/3/1918  | 25/3/1919 | 1 năm, 17 ngày |